# Луппов, Сергей Павлович
Сергей Павлович Луппов (29 апреля (12 мая) 1910, Териоки, Петербургская губерния, Российская империя — 7 июня 1988, Ленинград, СССР) — советский архивист, библиограф, источниковед и  книговед, доктор исторических наук, Заслуженный работник культуры РСФСР (1964).

## Биография
Родился 12 (25) мая 1910 года в Териоках (ныне — Зеленогорск) в семье П. Н. Луппова — историка культуры, краеведа и основоположника удмуртоведения и домохозяйки Нины Каринской (1878—1957), дочери философа М. И. Каринского. В 1939 году поступил в ЛГУ, который он окончил с длинным перерывом в 1947 году. В 1941 году ушёл добровольцем на фронт и прошёл всю войну. Будучи выпускником ЛГУ, в 1946 году был принят на работу в Музей истории Ленинграда, где он сначала работал в должности старшего научного сотрудника, затем заведовал отделом. В 1953 году был принят на работу в БАН, где заведовал научно-библиографическим отделом.
В 1956 году защитил кандидатскую диссертацию «История строительства и городское хозяйство Петербурга в первой четверти XVIII века», в 1972 году — докторскую «Книга в России в XVII — первой четверти XVIII века: из истории русской культуры». В 1974 году перешёл в отдел истории книги БАН, заведовал им вплоть до 1984 года
Скончался 7 июня 1988 года в Ленинграде.
Внучка — искусствовед А. А. Васильева (род. 1975).

### Память
В Санкт-Петербурге начиная с 2000 года раз в 5 лет проходят Лупповские чтения:
- 2000 год — первые чтения.
- 2005 год — вторые чтения.
- 2010 год — третьи чтения.
- 2015 год — четвёртые чтения.
- 2020 год — пятые (юбилейные) чтения[2].

## Научные работы
Основные научные работы посвящены библиографии и исследованиям истории книги в Российской империи при Петре I, а также после него. Автор ряда научных работ и одной коллективной монографии — «Истории библиотеки Академии наук СССР. 1714-1964» (1964; гл. 1-4), а также ряд прочих монографий. 
- Занимался исследованием истории библиографии, библиотек, книжной торговли, а также рукописной и печатной русской книги,
- Считал историю книги и книговедение комплексными научными дисциплинами, а саму книгу считал важным звеном в истории культуры.

Важнейшие публикации:
- Луппов С. П. История строительства Петербурга в первой четверти XVIII века. — М.-Л.: Наука, 1957.
- Луппов С. П. Книга в России в XVII веке. – Л.: Наука, 1970.
- Луппов С. П. Книга в России в первой четверти XVIII века. — Л.: Наука, 1973.
- Луппов С. П. Книга  в  России  в  послепетровское  время.  1725-1740. — Л.,  1976.
- Луппов С. П. Библиотека Артемия Волынского // Памятники культуры: новые открытия. Письменность, искусство, археология. Ежегодник, 1978. — Л.: Наука, 1979. – С. 119-128.
- Луппов С. П. Библиотека П. М. Еропкина // Книгопечатание и книжные собрания в России до середины XIX в.: сборник научных трудов. — Л.: БАН, 1979. – С. 142-152.
- Луппов С. П. Новое о библиотекеке А. Ф. Хрущева // Памятники культуры. Новые открытия: Ежегодник. 1980. — Л.: Наука, 1981. — С. 38-44.